# Fridman (månekrater)
Fridman er resterne af et nedslagskrater på Månen. Det befinder sig på Månens bagside og er opkaldt efter den sovjetiske fysiker Alexander Friedman (1888 – 1925). I visse kilder ses det benævnt Friedmann.
Navnet blev officielt tildelt af den Internationale Astronomiske Union (IAU) i 1970.

## Omgivelser
Fridmankrateret ligger stik syd for det enorme Hertzsprungbassin, og det er forbundet med den nordøstlige rand af Ioffekrateret.

## Karakteristika
Krateret ligger i den sydlige del af det tæppe af udkastet materiale, som omgiver Hertzsprung, og i den vest-nordvestlige del af det helt enorme dække af udkastninger, som omgiver Mare Orientale nedslagsbassinet. Kraterets ydre rand er stærkt beskadiget, da det har et antal mindre kratere liggende henover sig. Den mest intakte del af randen er den sydøstlige.
Den sydvestlige del af kraterbunden er delvis dækket af den ydre vold fra Loffekrateret. I den nordlige bund er der adskillige små kratere, mens den sydøstlige del er ramt af en hel del noget mindre nedslag.

## Satellitkratere
De kratere, som kaldes satellitter, er små kratere beliggende i eller nær hovedkrateret. Deres dannelse er sædvanligvis sket uafhængigt af dette, men de får samme navn som hovedkrateret med tilføjelse af et stort bogstav. På kort over Månen er det en konvention at identificere dem ved at placere dette bogstav på den side af satellitkraterets midte, som ligger nærmest hovedkrateret. Fridmankrateret har følgende satellitkratere:
| Fridman | Længde  | Bredde   | Diameter |
| ------- | ------- | -------- | -------- |
| C       | 10,5° S | 124,5° V | 36 km    |

## Måneatlas
- Billeder af Fridmankrateret i LPI-måneatlasset